# Coppa del Re 2001-2002
La Coppa del Re 2001-2002 fu la 98ª edizione della manifestazione. Iniziò il 6 settembre 2001 e si concluse il 6 marzo 2002 con la finale allo stadio Santiago Bernabéu, vinta dal Deportivo La Coruña per due a uno contro il Real Madrid. La squadra campione in carica fu il Real Saragozza.

## Risultati

### Turno preliminare
| Squadra 1         | Totale | Squadra 2        | Andata | Ritorno |
| ----------------- | ------ | ---------------- | ------ | ------- |
| Lemona            | 4 - 1  | Zamora CF        | 3 - 0  | 1 - 1   |
| Palencia          | 1 - 4  | Marino de Luanco | 0 - 2  | 1 - 2   |
| Noja              | 2 - 4  | Ourense          | 1 - 0  | 1 - 4   |
| As Pontes         | 0 - 2  | Amurrio          | 0 - 0  | 0 - 2   |
| Gavà              | 1 - 2  | L'Hospitalet     | 1 - 1  | 0 - 1   |
| Teruel            | 1 - 10 | Figueres         | 1 - 2  | 0 - 8   |
| Sabadell          | 1 - 2  | CD Logroñés      | 0 - 0  | 1 - 2   |
| Gramenet          | 2 - 1  | Beasain          | 1 - 0  | 1 - 1   |
| Rayo Majadahonda  | 0 - 2  | Vecindario       | 0 - 0  | 0 - 2   |
| Quintanar         | 1 - 3  | Pájara Playas    | 1 - 1  | 0 - 2   |
| Castellón         | 1 - 2  | Novelda          | 0 - 2  | 1 - 0   |
| Lanzarote         | 2 - 1  | Alicante         | 2 - 0  | 0 - 1   |
| Toledo            | 4 - 0  | Calahorra        | 2 - 0  | 2 - 0   |
| Lucena            | 2 - 2  | Ciudad de Murcia | 2 - 1  | 0 - 1   |
| Marbella FC       | 0 - 1  | Díter Zafra      | 0 - 1  | 0 - 0   |
| Granada           | 1 - 6  | Cadice           | 0 - 2  | 1 - 4   |
| Atlético Baleares | 2 - 6  | Ceuta            | 2 - 1  | 0 - 5   |

### Primo turno
| Squadra 1        | Risultato       | Squadra 2           |
| ---------------- | --------------- | ------------------- |
| Lemona           | 2 - 3           | Celta Vigo          |
| Amurrio          | 1 - 3           | Athletic Bilbao     |
| Leonesa          | 1 - 0           | Racing Santander    |
| Racing Ferrol    | 1 - 0           | Burgos              |
| Gimnàstic        | 1 - 0           | Eibar               |
| Salamanca UDS    | 2 - 0           | Numancia            |
| Atlético Madrid  | 1 - 3           | Rayo Vallecano      |
| UE Lleida        | 1 - 0           | Espanyol            |
| Díter Zafra      | 0 - 1           | Maiorca             |
| CD Logroñés      | 0 - 0 (5-4 dcr) | Real Saragozza      |
| L'Hospitalet     | 2 - 1           | Real Sociedad       |
| Getafe           | 1 - 2           | Villarreal          |
| Sporting Gijón   | 4 - 2           | Real Oviedo         |
| Albacete         | 1 - 0           | Elche               |
| Levante          | 2 - 1           | Leganés             |
| Cadice           | 1 - 2           | Malaga              |
| Real Jaén        | 2 - 0           | Xerez               |
| Poli Ejido       | 1 - 2           | Recreativo Huelva   |
| Extremadura      | 1 - 1 (2-4 dcr) | Badajoz             |
| Córdoba          | 1 - 0 (dts)     | Real Murcia         |
| Novelda          | 0 - 1           | Valencia            |
| Ciudad de Murcia | 2 - 1           | Siviglia            |
| Ceuta            | 4 - 1 (dts)     | Real Betis          |
| Pájara Playas    | 0 - 4           | Real Madrid         |
| Vecindario       | 1 - 2           | Las Palmas          |
| Lanzarote        | 5 - 1           | Tenerife            |
| Ourense          | 1 - 1 (3-5 dcr) | Real Valladolid     |
| Figueres         | 1 - 0 (dts)     | Barcellona          |
| Marino de Luanco | 1 - 4           | Deportivo La Coruña |
| Compostela       | 1 - 2           | Alavés              |
| Gramenet         | 1 - 2           | Osasuna             |

### Secondo turno
| Squadra 1        | Risultato       | Squadra 2           |
| ---------------- | --------------- | ------------------- |
| Figueres         | 0 - 0 (4-2 dcr) | Osasuna             |
| Novelda          | 1 - 0           | Las Palmas          |
| Leonesa          | 1 - 2           | Deportivo La Coruña |
| Salamanca UDS    | 1 - 0           | Celta Vigo          |
| Racing Ferrol    | 1 - 2           | Real Valladolid     |
| Sporting Gijón   | 2 - 0           | Alavés              |
| Lanzarote        | 1 - 3           | Real Madrid         |
| CD Logroñés      | 0 - 3           | L'Hospitalet        |
| Toledo           | 2 - 3 (dts)     | Athletic Bilbao     |
| Albacete         | 1 - 3           | Rayo Vallecano      |
| Córdoba          | 1 - 0           | Real Jaén           |
| Badajoz          | 0 - 0 (5-3 dcr) | Recreativo Huelva   |
| Ceuta            | 1 - 3 (4-5 dcr) | Maiorca             |
| UE Lleida        | 1 - 2           | Gimnàstic           |
| Levante          | 1 - 1 (3-4 dcr) | Villarreal          |
| Ciudad de Murcia | 1 - 1 (3-1 dcr) | Malaga              |

### Ottavi di finale
| Squadra 1        | Totale | Squadra 2           | Andata | Ritorno |
| ---------------- | ------ | ------------------- | ------ | ------- |
| Badajoz          | 1 - 6  | Real Valladolid     | 1 - 3  | 0 - 3   |
| Ciudad de Murcia | 0 - 1  | Rayo Vallecano      | 0 - 0  | 0 - 1   |
| Córdoba          | 3 - 2  | Maiorca             | 2 - 1  | 1 - 1   |
| Figueres         | 2 - 1  | Novelda             | 2 - 1  | 0 - 0   |
| Gimnàstic        | 3 - 4  | Real Madrid         | 1 - 0  | 2 - 4   |
| Salamanca UDS    | 4 - 2  | Athletic Bilbao     | 2 - 2  | 2 - 0   |
| Sporting Gijón   | 3 - 7  | Villarreal          | 2 - 4  | 1 - 3   |
| L'Hospitalet     | [ 2 ]  | Deportivo La Coruña | -      | -       |

### Quarti di finale
| Squadra 1           | Totale | Squadra 2       | Andata | Ritorno |
| ------------------- | ------ | --------------- | ------ | ------- |
| Real Madrid         | 4 - 1  | Rayo Vallecano  | 4 - 0  | 0 - 1   |
| Villarreal          | 0 - 3  | Athletic Bilbao | 0 - 2  | 0 - 1   |
| Deportivo La Coruña | 3 - 2  | Real Valladolid | 2 - 0  | 1 - 2   |
| Córdoba             | 0 - 2  | Figueres        | 0 - 2  | 0 - 0   |

### Semifinali
| Squadra 1       | Totale | Squadra 2           | Andata | Ritorno |
| --------------- | ------ | ------------------- | ------ | ------- |
| Athletic Bilbao | 2 - 4  | Real Madrid         | 2 - 1  | 0 - 3   |
| Figueres        | 1 - 2  | Deportivo La Coruña | 0 - 1  | 1 - 1   |

### Finale
| Squadra 1   | Risultato | Squadra 2           |
| ----------- | --------- | ------------------- |
| Real Madrid | 1 - 2     | Deportivo La Coruña |

| Arbitro: | Mejuto González |

|          |           |                         |
| Raúl 58’ | Marcatori | 6’ González 37’ Tristán |

| Real Madrid | Deportivo |

#### Formazioni
| Real Madrid (4-1-3-2) |    |                    |     |     |
|                       |    |                    |     |     |
| POR                   | 13 | César Sánchez      |     |     |
| TD                    | 2  | Míchel Salgado     |     |     |
| DC                    | 4  | Fernando Hierro    |     | 25’ |
| DC                    | 22 | Francisco Pavón    | 46’ |     |
| TS                    | 3  | Roberto Carlos     |     |     |
| MED                   | 15 | Claude Makélélé    |     |     |
| MED                   | 6  | Iván Helguera      |     | 81’ |
| TRQ                   | 10 | Luís Figo          | 83’ |     |
| TRQ                   | 5  | Zinédine Zidane    |     |     |
| ATT                   | 7  | Raúl               |     |     |
| ATT                   | 9  | Fernando Morientes | 67’ |     |
| A disposizione:       |    |                    |     |     |
| CEN                   | 8  | Steve McManaman    | 83’ |     |
| CEN                   | 14 | Guti               | 67’ |     |
| CEN                   | 21 | Santiago Solari    | 46’ | 65’ |
| Allenatore:           |    |                    |     |     |
| Vicente del Bosque    |    |                    |     |     |

| Deportivo La Coruña (4-3-1-2) |    |                       |     |     |
|                               |    |                       |     |     |
| POR                           | 1  | José Francisco Molina |     | 90’ |
| TD                            | 12 | Lionel Scaloni        |     |     |
| DC                            | 5  | César                 |     |     |
| DC                            | 5  | Noureddine Naybet     |     |     |
| TS                            | 3  | Enrique Romero        |     |     |
| MED                           | 16 | Sergio González       |     |     |
| MED                           | 6  | Mauro Silva           |     | 10’ |
| TRQ                           | 21 | Juan Carlos Valerón   | 62’ |     |
| TRQ                           | 18 | Víctor                | 88’ | 31’ |
| ATT                           | 9  | Diego Tristán         |     |     |
| ATT                           | 10 | Fran                  | 83’ | 70’ |
| A disposizione                |    |                       |     |     |
| CEN                           | 8  | Djalminha             | 88’ |     |
| DIF                           | 15 | Joan Capdevila        | 83’ |     |
| CEN                           | 23 | Aldo Duscher          | 62’ |     |
| Allenatore:                   |    |                       |     |     |
| Javier Irureta                |    |                       |     |     |

## Classifica marcatori
| Gol |  |  | Giocatore         | Squadra             |
| --- |  |  | ----------------- | ------------------- |
| 6   |  |  | Guti              | Real Madrid         |
| 6   |  |  | Raúl              | Real Madrid         |
| 5   |  |  | Diego Tristán     | Deportivo La Coruña |
| 4   |  |  | Santiago Ezquerro | Athletic Bilbao     |
| 4   |  |  | Roberto Peragón   | Rayo Vallecano      |
| 4   |  |  | Tiko              | Athletic Bilbao     |